# Clarisa Sagardia
Clarisa Sagardia (* 29. Juni 1989 in Villa Iris) ist eine argentinische Volleyballspielerin.

## Karriere
Sagardia begann ihre Karriere 2004 in Vélez Sársfield. 2006 wechselte sie zu den Boca Juniors. In der Saison 2009/10 spielte die Zuspielerin in der spanischen Liga bei Infinita Cantabria, bevor sie zu den Boca Juniors zurückkehrte. Mit dem argentinischen Verein gewann sie von 2011 bis 2013 dreimal in Folge die nationale Meisterschaft. In der Saison 2014/15 war Sagardia bei Olimpo de Bahía Blanca aktiv, bevor sie zum dritten Mal zu den Boca Juniors ging. 2016 nahm sie mit der argentinischen Nationalmannschaft an den Olympischen Spielen in Rio de Janeiro teil, bei denen Argentinien in der Vorrunde ausschied. Anschließend wechselte die Zuspielerin zum griechischen Verein Makedones Axios. 2017 nahm sie mit Argentinien am World Grand Prix teil. Zur Saison 2017/18 wurde sie vom deutschen Bundesligisten Rote Raben Vilsbiburg verpflichtet. Im Jahr 2018 schloss sie sich dem Ligakonkurrenten Schwarz-Weiss Erfurt an, bei dem sie bis zur Saison 2019/20 gewesen ist.

## Persönliches
Sie war als Kindermodel tätig, bevor sie sich dem Volleyballsport zuwandte. Clarisa Sagardia hat neben ihrer sportlichen Karriere Ernährungswissenschaft studiert und ist als Ernährungsberaterin tätig.